# ریکاوا
ریکاوا (به انگلیسی: Recuva) یک نرم‌افزار رایگان برای بازیابی فایل‌های پاک شده در سیستم عاملهای ویندوز است که توسط کمپانی معروف Piriform (سازنده نرم‌افزار معروف CCleaner) ارائه شده‌است. ریکاوا قادر به بازیابی فایلهای پاک شده از سطح هارد دیسک، فلش مموری، حافظه‌های SD، حافظه‌های SSD و همچنین آیپاد و هرگونه حافظه اکسترنال می‌باشد. این نرم‌افزار در حافظه‌هایی که فایل سیستم آنها هم Fat و هم NTFS باشد به خوبی کار می‌کند. از ورژن ۱٫۵٫۱ به بعد این نرم‌افزار از حافظه‌هایی که سیستم آنها Ext3 و Ext2 هم باشد پشتیبانی می‌کند.
همانند نرم‌افزارهای بازیابی دیگر اگر فایلی پاک شده باشد، تا زمانی که فایل دیگری بر روی آن در حافظه نوشته نشده باشد می‌توان آن فایل را بازیابی کرد. اما اگر بر روی فایل پاک شده، اطلاعات جدید نوشته شده باشد، دیگر امکان بازیابی فایل پاک شده وجود ندارد.
این ابزار از اکثر فرمت‌های تصویری، صوتی و داکیومنت و بیشتر فرمت‌های معروف پشتیبانی می‌کند. این نرم‌افزار دارای رابط کاربری بسیار ساده و کاربرپسندی است و کار کردن با آن بسیار ساده است. این ابزار از دو نوع اسکن پشتیبانی می‌کند. یکی اسکن عمیق و دیگری اسکن ساده. در حالت اسکن ساده، سرعت اسکن فایلها سریعتر است اما دقت اسکن پایین‌تر است ولی در حالت اسکن عمیق، نرم‌افزار با دقت بیشتری به بازیابی فایلهای پاک شده می‌پردازد، اما زمان این اسکن طولانی‌تر است.